# Belasé pleso
Belasé pleso je jezero ve střední části Červené dolině v horní části Doliny Zeleného plesa ve Vysokých Tatrách na Slovensku. Vyplňuje hluboký ledovcový kar, má dobře znatelnou břehovou linii a v dolní části je hrazené 6 m vysokou morénou. Má rozlohu 0,0700 ha a je 40 m dlouhé a 22 m široké. Dosahuje hloubky maximálně 3,8 m a objemu 1103 m³. Leží v nadmořské výšce 1862 m.

## Okolí
Severně se zvedá hřeben spojující Kozí a Jahňací štít. Na západě se nachází Kolové sedlo a na jihu Jastrabia veža. Na jihovýchod je krajina otevřená, nachází se zde Červené pleso a za ním terén klesá do Doliny Zeleného plesa.

## Vodní režim
Pleso nemá povrchový přítok ani odtok. Rozměry jezera v průběhu času zachycuje tabulka:
| Rok     | Měření prováděl   | Rozloha ha | Délka m | Šířka m | Hloubka max.m | Objem m³ |
| ------- | ----------------- | ---------- | ------- | ------- | ------------- | -------- |
| [ 2 ]   | [ 2 ]             | 0,17       | [ 2 ]   | [ 2 ]   | [ 2 ]         | [ 2 ]    |
| 1961–67 | pracovníci TANAPu | 0,07       | 40      | 22      | 3,7           | [ 2 ]    |
| 2005    | Gregor, Pacl      | 0,0700     | [ 2 ]   | [ 2 ]   | 3,8           | 1103     |

## Přístup
Přístup pěšky není možný. Jižně od plesa vede  žlutá turistická značka od chaty pri Zelenom plese na Jahňací štít.